# Sounding
Il sounding o cockstuffing
è una pratica sessuale riferita al mondo del BDSM consistente nell'inserimento di oggetti cuneiformi, generalmente sonde uretrali o dita, nel canale uretrale del pene di un uomo. Questa pratica trae ispirazione dalla pratica usuale a scopo medico, da cui ha origine anche il nome che deriva dalla sonda inserita per l'esplorazione uretrale.

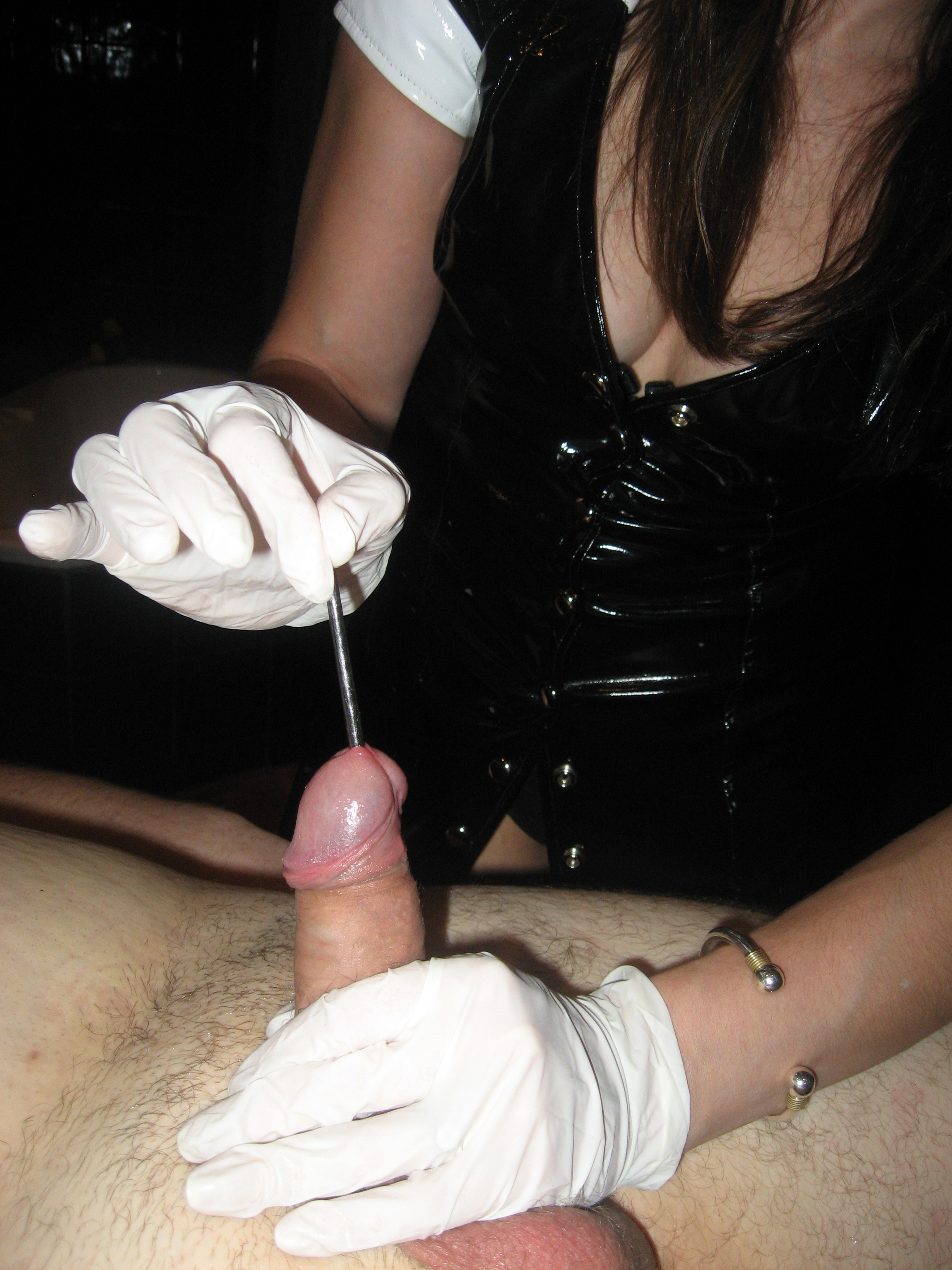
Esempio di sounding, in cui una donna inserisce una sonda nel pene di un uomo

## Pratica
Tale pratica comporta l'introduzione di elementi sia morbidi o rigidi nel meato del pene. Oggetti come le sonde uretrali sono di solito inserite solo a circa a metà strada nel glande e di solito possono essere facilmente recuperate. Altri giocattoli e articoli sessuali, quali cateteri, possono essere introdotti più profondità nel tratto urinario, in taluni casi anche nella vescica. Alcune sonde possono anche espandersi all'interno del tratto urinario dopo l'inserimento. Questa azione può essere direttamente o indirettamente associata alla stimolazione della ghiandola prostatica.

## Rischi per la salute
Se non effettuata con attenzione, questa pratica può comportare un rischio di irritazione, lacerazione dell'uretra, o di infezione del tratto urinario. Le infezioni possono diventare gravi se progrediscono fino alla vescica o ai reni.